# Lobocleta fara
Lobocleta fara là một loài bướm đêm trong họ Geometridae.